# Grădinari (Giurgiu)
Grădinari è un comune della Romania di 3 233 abitanti, ubicato nel distretto di Giurgiu, nella regione storica della Muntenia.
Il comune è formato dall'unione di 3 villaggi: Grădinari, Tântava, Zorile.